# Julian Opie
 (février 2022).
Si vous disposez d'ouvrages ou d'articles de référence ou si vous connaissez des sites web de qualité traitant du thème abordé ici, merci de compléter l'article en donnant les références utiles à sa vérifiabilité et en les liant à la section « Notes et références ».
Julian Opie, né le 12 décembre 1958 à Londres, est un artiste contemporain britannique.
Son atelier est situé à Londres dans le quartier de Shoreditch.

## Biographie
Julian Opie grandit à Oxford. Il suit des études à la Dragon School et à la Magdalen College School d'Oxford, puis est diplômé du Goldsmiths College (1979–1982). Son succès précoce auprès de galeries a incité de plus jeunes artistes comme Damien Hirst à s'engager dans la même voie.
Son travail, inspiré en partie par Patrick Caulfield et Michael Craig-Martin, met en jeu la réduction (par ordinateur) de photographies en reproductions figuratives. Dans ses portraits, le visage est caractérisé par de larges traits noirs, des aplats de couleur et des détails minimes jusqu'à réduire l'œil au rond noir de la pupille.
Sa série « Imagine you are… » montre comment des activités comme conduire, marcher ou grimper peuvent être représentées par de simples réductions. Opie utilise également des sculptures et des installations lumineuses pour présenter des objets de la vie quotidienne.
Il réside à l'Atelier Calder d'octobre 1995 à  février 1996,,
Le public a découvert en 2000 le style de Julian Opie grâce à sa pochette pour l'album Best of de Blur, ou lors de la tournée Vertigo world tour, du groupe de rock irlandais U2, pour laquelle il créa des visuels de personnages marchant, projetés sur les écrans géants de la scène.